# Maxwellia
Maxwellia é um género botânico pertencente à família Malvaceae.
O género foi descrito por Henri Ernest Baillon e publicado em Adansonia 10: 100. 1871. A sua única espécie é Maxwellia lepidota, que é endémica da Nova Caledónia.
Trata-se de um género reconhecido pelo sistema de classificação filogenética Angiosperm Phylogeny Website.